# Az-Zukhruf
Az-Zukhruf (língua árabe: سورة الزخرف)  Os Ornamentos de ouro, Luxo, é a quadregésima terceira Sura do Alcorão, com 89 ayats.